# Штопання
Штопання — процес відновлення цілісності тканини (одягу, скатертини тощо) шляхом накладання на розрив іншого шматка тканини з пришиванням країв до основної тканини.
Художнє штопання — це відновлення первісного вигляду тканини після розривів і механічних пошкоджень з накладанням певного тематичного візерунку.